# 清水康一朗
ラーニングエッジ株式会社 代表取締役。
ラーニングエッジ株式会社の創業者。慶応義塾大学理工学部卒業。事業成長の専門家。
「セミナーズ」の総合プロデューサー。「社長の教養」の代表。FORBES JAPAN オフィシャルコラムニスト。
「絆徳経営のすゝめ」著者。
「報徳哲学」、「絆徳経営」、「集客フォーミュラ（∑CR×V）」、「マーケティングαとβ」、「プロダクトスフィア」、「ICCC」、「メンタルドライバー」、「タイムリバーサル」、「W-PDCA」などの数多くの経営理論を提唱。
日本人の経済教育、歴史教育、道徳教育をライフワークとして力を注いでいる。
これまでに、ブライアントレーシージャパン株式会社の代表取締役会長、アンソニーロビンズ日本事務局長（アンソニー・ロビンズのプラチナパートナー、日本国内で初めて公認された唯一のイベント主催者）、ジェイエイブラハムジャパン株式会社の代表取締役会長、一般財団法人日本ビジネスセミナー協会（会長、野田一夫氏）のファウンダー、一般財団法人日本リーダー育成推進協会の理事、ドラッカー学会推進員、セミナーズ主催者支援協会の代表、などを歴任。
「精神的にも経済的にも豊かな日本を作り上げたい」という想いから、業界最大のポータルサイト「セミナーズ」を立ち上げ、教育の流通に努めている。日本でナンバーワンのビジネスセミナー登録数実績、主に世界トップクラスの講師による外国人のビジネスセミナーのイベント規模において最大規模の実績を持つ。

Facebookグループセミナーズ社長の教養の主宰。

## 略歴
- 1974年 - 静岡県にて出生
- 1998年 - 慶應義塾大学理工学部卒業、人材系ベンチャー企業に入社
- 2000年 - 米国会計系のコンサルティング会社に転職
- 2003年 - ラーニングエッジ株式会社設立
- 2005年 - ポータルサイト「セミナーズ」開始
- 2007年 - アントレプレナーオブザイヤージャパン セミファイナリスト受賞

## 著書
- 『絆徳経営のすゝめ』フローラル出版
- 『お金の聖書』 PHP研究所
- 『耳から学ぶ勉強法』 サンマーク出版
- 『忙しいビジネスマンが3ヶ月でフルマラソンを完走する方法』（共著） 木楽舎
- 『勝手に売れていく人の秘密』 ダイヤモンド社

## 主なイベント
- セミナーズフェスタ2015 Spring 〜「影響力」のメカニズムを知る〜
- 千葉テレビイベント登壇。

## イベント主催時 登壇者
・アンソニー（トニー）・ロビンズ氏
・ブライアン・トレーシー氏
・ジム・コリンズ氏（ビジョナリーカンパニ著者）
・ロバート・チャイルディーニ博士（影響力の武器著者）
・ジム・ロジャーズ（世界三大投資家のひとり）
・トム・ピーターズ（エクセレントカンパニー著）
・SBC湘南美容クリニック代表　相川佳之氏
・ジェイ・エイブラハム（世界的コンサルタント）
・（株）ネクシィーズグループ 代表　近藤太香巳氏
・（株）TKP 代表　河野貴輝氏
・（株）北の達人コーポレーション 代表　木下勝寿氏
・ノバセル（株） 代表 田部正樹氏
・350万部ベストセラー作家 ジェームス・スキナー氏
・ベストセラー作家 本田健氏
・ベストセラー作家 山崎拓巳氏
など